# Viatge en solitari
Els viatges en solitari són aquells realitzats per una persona sense companyia. El viatger/a té una gran llibertat a l’hora de fer activitats, prendre decisions i escollir la seua destinació. Cal mencionar que els viatges en solitari son més recurrents en les últimes dècades, cada vegada més persones busquen escapar de la rutina i explorar el món de manera independent.
Història i evolució
El concepte de viatjar en solitari no és nou. Persones com els exploradors antics, comerciants i pelegrins ja viatjaven sols per necessitat o per motius personals. No obstant això, en l’actualitat, aquesta pràctica ha passat de ser una necessitat a convertir-se en una opció voluntària per a molts viatgers que busquen una experiència més personalitzada i introspectiva.
Viatjar és una pràctica habitual en la nostra societat; amb la motivació principal de fer turisme les persones ens desplacem al llarg de la nostra geografia amb diferents finalitats, com ara l’oci, el treball o el comerç. Generalment, les persones viatgen en família o en grup, però cada vegada més a sovint, ens trobem viatgers en solitari que han decidit emprendre el seu viatge de manera individual bé per enfrontar-se a noves experiències o bé per no coincidir amb gent afí als seus horaris o gustos.
Beneficis de viatjar en solitari
Podem observar diversos beneficis tant personals com emocionals.
Cal destacar-ne el creixement personal, ja que ajuda a augmentar l’autoconeixement i la confiança. També, es presenta l’oportunitat d’enfrontar-se a situacions noves i  nous reptes i de millorar les habilitats socials. A més, desenvolupem la capacitat de resoldre problemes.
Viatjar sol/a ens ofereix un espai de relaxació i desconnexió total, no tenim cap obligació quotidiana, ni cal argumentar amb cap persona allò que volem fer. Així podem centrar-nos  en el nostre benestar personal.
Així mateix, fomenta la independència, perquè el viatger es veu obligat a prendre totes les decisions per si mateix en tot moment, des de l’elecció de rutes fins a la resolució d’incidents.
Passar temps sol/a ens ajuda a conèixer-nos millor i més profundament, reflexionar sobre les nostres prioritats i descobrir les nostres pròpies capacitats, escoltar-nos, entendre’ns i acceptar-nos a nosaltres mateix tal com som.
Motivacions per viatjar en solitari
En primer lloc, remarquem la llibertat i flexibilitat, viatjar sol permet decidir el ritme, els llocs a visitar i les activitats sense haver de consensuar amb altres persones. A més, la superació de pors és una oportunitat per a sortir de la zona de confort, guanyar confiança i desenvolupar habilitats com la resolució de problemes.
Seguidament, pel que fa la connexió amb noves cultures, sovint s’afavoreix una interacció més directa amb la població local i altres viatgers.
Per acabar, viatjar en solitari és una manera de desconnectar de la rutina i gestionar millor l’estrès o les emocions.
Riscos de viatjar sol/a
Són aspectes importants que qualsevol persona que decideix embarcar-se en un viatge en solitari ha de tindre en compte.
Una de les preocupacions més grans és el robatori. Quan estàs sol/a, pots ser un objectiu més fàcil per a lladres i estafadors especialment en zones turístiques.
Exemples populars de viatgers en solitari:
En la literatura i en el cinema trobem grans exemples d’experiències personals que descriuen cada detall de les etapes d’un viatge en solitari. La periodista Aurora Bertrana en el seu llibre El Marroc sensual ens narra les històries que viu una dona que viatja a soles pel món.
També a la pel·lícula Nomadland la directora Chloé Zhao ens mostra les etapes d’un viatge en solitari en una història que es mou entre la ficció i el documental.